# برنارد تولينز
برنهارد كريستيان جوتفريد تولينز Bernhard Christian Gottfried Tollens (30 يوليو 1841). – 31 يناير 1918) كان كيميائي ألماني. محلول تولنز للكشف عن بعض المركبات الكيمياءية وتمييزها من أشهر اعماله.
التحق تولينز بالمدرسة في مدرسة يوهانيوم للعلماء [الإنجليزية] في هامبورغ حيث تأثر بمدرس العلوم كارل موبيوس. بعد تخرجه منها عام 1857، بدأ تولنز التدريب العملي في الصيدلة. أنهى دراسته في عام 1862 وبدأ دراسة الكيمياء في غوتنغن في مختبر فريدرش فولر، ثم أشرف عليه فريدريش كونراد بيلشتاين وفيلهلم رودولف فيتيج.
عام 1864 قدم تولنز أطروحته وحصل على درجة الدكتوراه بدون دفاع. كان هذا الأخير ممكنًا من خلال التدخل Wöhler حتى يتمكن تولينز من قبول وبدء وظيفة جذابة في مصنع للبرونز. ترك تولنز الوظيفة بعد ستة أشهر وانضم إلى مجموعة إميل إرلينماير في جامعة هايدلبرغ لمدة ستة أشهر. عمل فيما بعد مع تشارلز أدولف فورتز في باريس، ولمدة 11 شهر، كرئيس للمختبر الكيميائي في جامعة قلمرية في البرتغال. 
نظرا لعدم قدرته على مقاومة دعوة أستاذه السابق فولر، عاد تولنز إلى غوتنغن عام 1872 واستمر في العمل في مناصب مختلفة حتى تةفي عام 1918. خلال هذه الفترة الأخيرة في غوتنغن، بدأ عمله على السكريات، والتي أسفرت عن هياكل للعديد من السكريات، وكاشف تولنز، ومعظم منشوراته.

## قراءات
- Browne, C. A. (1942). "Bernhard Tollens (1841-1918) and Some American Students of his School of Agricultural Chemistry". Journal of Chemical Education. ج. 19 ع. 6: 253–259. Bibcode:1942JChEd..19..253B. DOI:10.1021/ed019p253.
- Wallach, Otto (1918). "Nekrolog : Bernhard Tollens". Berichte der deutschen chemischen Gesellschaft. ج. 51 ع. 2: 1539–1555. DOI:10.1002/cber.19180510244. مؤرشف من الأصل في 2023-04-09.

## روابط خارجية
- أعمال أو نبذة عن برنارد تولينز على أرشيف الإنترنت